# Gyenes J. András
Gyenes J. András (Szeged, 1948. július 4. – Budapest, II. kerület, 2022. szeptember 8.) magyar sportújságíró, sportvezető.

## Élete
1948. július 4-én született Szegeden Gyenes András (1923–1997) politikus és Szabó Vilma gyermekeként. 1966-ban a budapesti  Kölcsey Ferenc Gimnáziumban érettségizett. 1982-ben az Eötvös Loránd Tudományegyetem Állam- és Jogtudományi Karán diplomázott. 
1969 és 1983 között a Képes Újság munkatársa volt. 1978 és 1983 között a sportrovat vezetőjeként dolgozott. 1983-től a Népsport, a Nemzeti Sport, főszerkesztő-helyettese, főmunkatársa, valamint 1993 és 1999 között a Képes Nemzeti Sport főszerkesztője volt. 1999 és 2003 között a Nap TV szerkesztőjeként tevékenykedett. Utolsó éveiben az Aréna4 honlapjára írt labdarúgással kapcsolatos cikkeket.
1972 és 1980 között három nyári olimpiai játékokról, 1982 és 1994 között négy labdarúgó-világbajnokságról tudósított.
1980-as években a MÚOSZ sportújságíró-szakosztály elnökségi tagjaként, 1985-től a Sajtó SK elnökeként tevékenykedett. 1984 és 1988 között a Magyar Olimpiai Bizottság tagja volt.

## Művei
- Nyolcvan év, nyolcvan örökrangadó. Budapest, 1983 (Nagy Bélával)
- Mindhalálig a kapuban. In memoriam Zsiborás Gábor; magánkiadás, Budapest, 1994
- Fradi gyászinduló. Dalnoki Jenő élete; szerzői, Budapest, 2007

## Díjai, elismerései
- MOB-médiadíj (2002)